# Одлонкур
Одлонкур (фр. Audeloncourt) насеље је и општина у североисточној Француској у региону Шампањ-Арден, у департману Горња Марна која припада префектури Шомон.
По подацима из 2011. године у општини је живело 92 становника, а густина насељености је износила 7,93 становника/km². Општина се простире на површини од 11,6 km². Налази се на средњој надморској висини од 340 метара.

## Демографија
| 1962. | 1968. | 1975. | 1982. | 1990. | 1999. | 2011. |
| ----- | ----- | ----- | ----- | ----- | ----- | ----- |
| 159   | 164   | 150   | 129   | 114   | 98    | 92    |

График промене броја становника у току последњих година